# Аньфу
Аньфу́ (кит. упр. 安福, пиньинь Ānfú) — уезд городского округа Цзиань провинции Цзянси (КНР).

## История
Ещё во времена империи Цинь в 222 году до н.э. был создан уезд Аньчэн (安成县). Во времена империи Цзинь в 280 году он был переименован в Аньфу (安复县). Во времена империи Суй он был в 589 году снова переименован в Аньчэн, но в 608 году ему было возвращено название Аньфу. После смены империи Суй на империю Тан написание названия уезда было в 624 году изменено с 安复县 на 安福县.
После образования КНР в 1949 году был создан Специальный район Цзиань (吉安专区), и уезд вошёл в его состав. В мае 1968 года Специальный район Цзиань был переименован в Округ Цзинганшань (井冈山地区). В 1979 году Округ Цзинганшань был переименован в Округ Цзиань (吉安地区).
Постановлением Госсовета КНР от 11 мая 2000 года округ Цзиань был преобразован в городской округ Цзиань.

## Административное деление
Уезд делится на 7 посёлков и 12 волостей.